# Вандербільт-авеню
Вандербільт Авеню (англ. Vanderbilt Avenue) — назва трьох вулиць у районах Нью-Йорка: Бруклін, Мангеттен і Стейтен-Айленд. Були названі на честь Корнелія Вандербільта (1794—1877), будівельника Гранд-Сентрал-Стейшн в Середньому Манхеттені.

## Бруклін
Вандербільт-авеню в Брукліні забезпечує рух на північ і південь між Гранд Ермі Плаза (40°40′30″ пн. ш. 73°58′11″ зх. д. / 40.67500° пн. ш. 73.96972° зх. д.) і Флашинг-авеню біля воріт Вандербільт-авеню Бруклінської військово-морської верфі (40°41′52″ пн. ш. 73°58′14.5″ зх. д. / 40.69778° пн. ш. 73.970694° зх. д.).
Ця авеню обслуговує райони Форт-Грін і Проспект-Гайтс. Пам'ятки включають стару державну школу 9 і прибудову до державної школи 9 на розі Стерлінг-плейс, а також меморіальну середню школу єпископа Лафліна на Грін-авеню.

## Мангеттен
Вандербільт-авеню на Мангеттені проходить від 43-ї до 47-ї вулиці між Парк-авеню та Медісон-авеню. Була побудована наприкінці 1860-х років у результаті будівництва Гранд-Сентрал-Депо. Віадук Парк-авеню, що прямує на південь навколо Гранд-Сентрал-Стейшн, проходить над східною стороною вулиці. Єльський клуб Нью-Йорка розташований на Вандербільт-авеню, на перехресті Східної 44-ї вулиці, як і Манхеттенський інститут політичних досліджень і надвисокий хмарочос Ван Вандербільт.

## Стейтен Айленд
Вандербільт-авеню нп Стейтен Айленді проходить на північний схід-південний захід через Іст-Шор. Має довжину приблизно 1,6 км і обслуговує околиці Кліфтон, Степлтон-Хайтс, Конкорд і Граймс-Хілл. Північно-східний кінець знаходиться на Бей-стріт (40°37′20″ пн. ш. 74°4′23″ зх. д. / 40.62222° пн. ш. 74.07306° зх. д.), на захід від Кліфтона залізниці Стейтен-Айленду та на схід від лікарні Бейлі Сетон.